# Mühlen von Störlinge

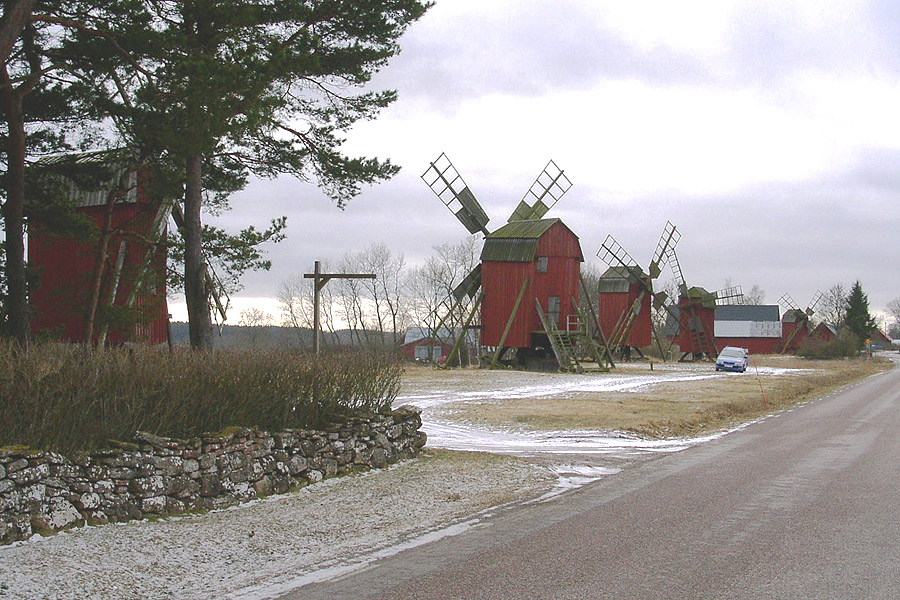
Blick von Norden auf die fünf südlichen Windmühlen

Als Mühlen von Störlinge wird eine Reihe von sieben Bockwindmühlen im Dorf Störlinge auf der schwedischen Ostseeinsel Öland bezeichnet.
Die Mühlen befinden sich auf der Ostseite der den Ort durchziehenden Straße. Es handelt sich um die längste erhaltene Mühlenreihe auf Öland. Allerdings sind die beiden nördlichen Mühlen durch ein baumbestandenes Grundstück optisch von den südlichen fünf Mühlen getrennt. Wie in den anderen Gegenden Ölands dienten die Mühlen im Zuge einer starken Tradition zur Autarkie jeweils nur für den Eigenbedarf des Mühleneigners.
Mittelpunkt von Bockmühlen ist ein großer Eichenstamm. Das Mühlengebäude selbst kann samt Flügeln um diesen Stamm in den Wind gedreht werden.
Wie die weiter südlich befindlichen Mühlen von Lerkaka gehört die Störlinger Mühlenreihe zu den Wahrzeichen der Insel Öland, deren Landschaftsbild von historischen Windmühlen geprägt wird.
Etwa 300 bis 400 Mühlen sind noch heute auf Öland erhalten. Dies entspricht etwa der Anzahl, wie sie auch in der Mitte des 18. Jahrhunderts bestand. Um 1850 erreichte die Zahl der öländischen Windmühlen mit 2000 ihr Maximum. Die Mühlen von Störlinge stehen als erhaltenes Zeugnis dieser öländischen Tradition.